# Municipio de Sherman (condado de Harrison)
El municipio de Sherman (en inglés: Sherman Township) es un municipio ubicado en el condado de Harrison en el estado estadounidense de Misuri. En el año 2010 tenía una población de 175 habitantes y una densidad poblacional de 1,92 personas por km².

## Geografía
El municipio de Sherman se encuentra ubicado en las coordenadas 40°14′35″N 93°55′40″O / 40.24306, -93.92778. Según la Oficina del Censo de los Estados Unidos, el municipio tiene una superficie total de 91.03 km², de la cual 90,8 km² corresponden a tierra firme y (0,25 %) 0,23 km² es agua.

## Demografía
Según el censo de 2010, había 175 personas residiendo en el municipio de Sherman. La densidad de población era de 1,92 hab./km². De los 175 habitantes, el municipio de Sherman estaba compuesto por el 93,71 % blancos, el 0,57 % eran amerindios y el 5,71 % eran de una mezcla de razas. Del total de la población el 0 % eran hispanos o latinos de cualquier raza.